# Richard Schallert
Richard „Richie“ Schallert (* 21. April 1964 in Brand, Vorarlberg) ist ein ehemaliger österreichischer Skispringer und jetziger Skisprungtrainer.

## Werdegang
Seine größten Erfolge waren ein fünfter Platz bei der Skiflug-Weltmeisterschaft 1983 in Harrachov und die Bronzemedaille im Teamwettbewerb mit Andreas Felder, Franz Neuländtner und Ernst Vettori bei der Weltmeisterschaft 1987 in Oberstdorf.
Nach der Beendigung seiner Karriere als aktiver Springer war er ab 1989 Trainer im Österreichischen Skiverband (A-, B-, C-Kader). Ab Sommer 2006 bis Frühjahr 2009 war er der Cheftrainer des Tschechischen Nationalteams.
Von 2009 bis 2010 trainierte er den C-Kader des Deutschen Skiverbands.
Von März 2011 bis Oktober 2012 war Schallert Cheftrainer der russischen Nationalmannschaft. Am 9. Oktober 2012 wurde vom russischen Skiverband überraschend seine Entlassung sowie die des österreichischen Servicemannes Gerhard Hofer verkündet.
Von April 2014 bis zum April 2018 war Schallert erneut Cheftrainer der tschechischen Nationalmannschaft. Im April 2019 übernahm Schallert den Trainerposten des japanischen Skiteams Tsuchiya Holdings, womit er unter anderem Noriaki Kasai, Ryōyū Kobayashi und Yūki Itō trainieren wird.

## Erfolge

### Weltcup-Platzierungen
| Saison  | Platz | Punkte |
| ------- | ----- | ------ |
| 1981/82 | 42.   | 11     |
| 1982/83 | 09.   | 98     |
| 1983/84 | 31.   | 34     |
| 1984/85 | 21.   | 35     |
| 1985/86 | 50.   | 08     |
| 1986/87 | 70.   | 04     |

### Vierschanzentournee-Platzierungen
| Saison  | Platz | Punkte |
| ------- | ----- | ------ |
| 1982/83 | 06.   | 955    |

## Privates
Schallert wuchs in einer Familie mit neun Geschwistern auf und ist von insgesamt sieben Brüdern und drei Schwestern der drittälteste; sein Bruder Gerhard Schallert war ebenfalls Skispringer.
Er besuchte das Schigymnasium Stams. Schallert ist verheiratet, hat eine Tochter und wohnt in Absam.